# Jack Salvatore Jr.
Jack Salvatore Jr. född 16 oktober 1990 i Los Angeles, Kalifornien, USA, är en amerikansk skådespelare. Han är mest känd i rollen som Mark del Figgalo i TV-serien Zoey 101.